# ムネメ (衛星)
ムネメ（英語：Mneme、確定番号：Jupiter XL）は、木星の第40衛星である。
2003年2月9日に、ブレット・J・グラドマンとスコット・S・シェパードが率いるハワイ大学の観測チームによって発見され、S/2003 J 21 という仮符号が与えられた。観測にはカナダ・フランス・ハワイ望遠鏡が用いられた。発見が小惑星センターのサーキュラーで公表されたのは2003年5月30日である。その後2005年3月30日に、ギリシア神話のムーサイの1人ムネーメーに因んで命名され、Jupiter XL という確定番号が与えられた。
ムネメの見かけの等級は23.3であり、アルベドを0.04と仮定した場合、ムネメの直径はおよそ 2 km と推定される。また、密度を 2.6 g/cm3 と仮定した場合、質量はおよそ 1.5 ×1013 kg と推定される。ムネメは、木星から1930万kmと2270万kmの間の距離を逆行軌道で公転し、軌道傾斜角が 150° 前後の不規則衛星のグループであるアナンケ群に属している。